# Opel Adam
Opel Adam este o mașină de oraș proiectată și comercializată de producătorul german Opel și poartă numele fondatorului companiei, Adam Opel.
A fost lansat în Franța la Salonul Auto de la Paris din 2012, vânzările începând cu începutul anului 2013.